# Summer World University Games 2025/Teilnehmer (Norwegen)
| Gelbes Symbol für Goldmedaillen mit stilisierten Olympischen Ringen | Graues Symbol für Silbermedaillen mit stilisierten Olympischen Ringen | Braundes Symbol für Bronzemedaillen mit stilisierten Olympischen Ringen |
| ------------------------------------------------------------------- | --------------------------------------------------------------------- | ----------------------------------------------------------------------- |
| 1                                                                   | 1                                                                     | 1                                                                       |

Norwegen nahm an den Summer World University Games 2025 vom 16. bis zum 27. Juli mit 54 Athleten (25 Männer und 29 Frauen) teil.

## Medaillen

### Medaillenspiegel
| Rang   | Sportart       | Gold | Silber | Bronze | Gesamt |
| ------ | -------------- | ---- | ------ | ------ | ------ |
| 1      | Leichtathletik | 1    | 1      | –      | 2      |
| 2      | Taekwondo      | –    | –      | 1      | 1      |
| Gesamt | Gesamt         | 1    | 1      | 1      | 3      |

### Medaillengewinner
| Name/n            | Sportart       | Wettkampf             |
| ----------------- | -------------- | --------------------- |
| Gold              |                |                       |
| Simen Guttormsen  | Leichtathletik | Stabhochsprung Männer |
| Silber            |                |                       |
| Kitty Friele Faye | Leichtathletik | Stabhochsprung Frauen |
| Bronze            |                |                       |
| Kristian Borgen   | Taekwondo      | Kyorugi -63 kg        |

## Teilnehmer nach Sportarten

### Bogenschießen
| Frauen - Veslemøy Gjelsvik - Ylva Hjelle |

### Fechten
| Männer - Tomas Dencker Geitung - Olav Eikanger - Marcus Brobakken - Benjamin Dahlbo | Frauen - Vilde Rislå Tengesdal |

### Leichtathletik
| Männer - Erik Tangen Gundersen - Kjetil Brenno Gagnås - Sigurd Tveit - Andreas Haara Bakketun - Vetle Farbu-Solbakken - John Petter Stevik - Markus Westhagen - Gjert Høie Sjursen - Henrik Flåtnes - Simen Guttormsen | Frauen - Kristine Meinert Rød - Malin Furuhaug - Maja Emilia Medić - Selma Løchen Engdahl - Anne Gine Løvnes - Andrea Modin Engesæth - Synne Marie Engebretsen - Kaitesi Ertzgaard - Iben Carnhed - Kitty Friele Faye - Kaja Kleppe Salomonsen |

### Rudern
| Männer - Nicolai Enstad Haraldseth (Einer) - Erik Vaktskjold (Doppelzweier) - Fredrik Reite (Doppelzweier) - Adrian Lund (Vierer ohne Steuermann) - Lars Eirik Vevatne (Vierer ohne Steuermann) - Emil Bülow-Berntzen (Vierer ohne Steuermann) - Jostein Eriksen Thon (Vierer ohne Steuermann) | Frauen - Oline Brune Skorgevik (Vierer ohne Steuerfrau) - Erica Johanne Larsen Balstad (Vierer ohne Steuerfrau) - Heidi Melhus Høeg (Vierer ohne Steuerfrau) - Marie Andrup-Næss (Vierer ohne Steuerfrau) |

### Taekwondo
| Männer - Kristian Storsul Borgen - Sune Ower Østli | Frauen - Tuva Hatlen Kjødnes |

### Turnen

#### Gerätturnen
| Männer - Fredrik Aas - Niklas Syverhuset | Frauen - Juliane Tøssebro - Selma Halvorsen - Olivia Bergem - Julie Erichsen - Mali Neurauter |

#### Rhythmische Sportgymnastik
Frauen
- Josephine Juul Møller

### Wasserspringen
| Frauen - Tonje Monsen Welander - Silje Monsen Welander - Serina Haldorsen - Anne Sofie Moe Holm |